# FIM-92 Стингър
FIM-92 Stinger (Стингър) е преносим зенитно-ракетен комплекс с инфрачервено насочване, създаден в САЩ и въведен в експлоатация през 1981 година. Освен от американските въоръжени сили се използва и от още 29 други страни. Произвежда се от американската отбранителна корпорация Raytheon Missile Systems (Рейтион Мисайл Системс) и европейския отбранителен концерн EADS.

## История
Работата по проекта започва през 1967 година, като новото оръжие се обозначава с наименованието Редай II (Redeye II). През 1972 е прието новото название FIM-92. Първото опитно изстрелване е направен през 1975 година. След няколко години доусъвършенстване на насочващите системи и двигателя, „Стингър“ е приета на въоръжение през 1981. Разработването на нови варианти продължава. Американската армия днес разполага с общо 13 400 ракети. Общата стойност на програмата е $7 281 000 000.

## Описание
Ракетите „Стингър“ са компактни и лесни за пренасяне. На теория стрелбата изисква двама оператори, но е възможно и насочването само от един войник. Ракетата има обсег от 4800 метра и може да уцели летателен апарат на височина от 180 до 3800 метра. Дължината ѝ е 1,52 метра, диаметърът е 70 мм (включващ 10 мм стабилизатори). Теглото на заредена ракетна установка е 15,2 кг. При стрелба ракетата се изстрелва първо от малък катапултен механизъм, който я изпраща на безопасно разстояние от оператора, след което се задейства твърдогоривният двигател. Максималната ѝ скорост е 2,2 Мах, или около 750 метра в секунда. Бойната глава е с тегло от 3 килограма и ударен взривател, но има и таймер за самоунищожение в случай, че целта не е достигната. Изстрелването се осъществява посредством специална батерия, която обаче има ограничен експлоатационен срок и се налага тя да се подменя сравнително често. Днес американската армия използва модернизиран вариант с цифрова насочваща система, позволяваща различаването на два типа излъчвания – инфрачервени и ултравиолетови, което значително повишава устойчивостта срещу противомерките на летателните апарати. Съществува вариант на „Стингър“, който не се изстрелва ръчно, а от специални установки – като М1097 Авенджър и М6 Лайнбакър. Някои изтребители също са въоръжени с модифициран вариант на ракетата.

## Употреба
Първата употреба на ракети „Стингър“ в реални бойни действия е по време на Фолклендската война, когато британски войници, нелегално снабдени с ракети свалят аржентински самолет Пукара. ЦРУ снабдява муджахидините в Афганистан с близо 1000 ракети, като помощно средство срещу съветските въздушни удари. След изтеглянето на руските войски американското правителство си връща почти всички ракетни установки, но са останали 16, които са взети от Иран и използвани за създаването на местно копие. Анголски антиправителствени части също получават ракети в края на 80-те. През 1999 година Пакистан използва ракети „Стингър“ успешно, като сваля един вертолет и два изтребителя на Индийските военновъздушни сили.

## Оператори
- Бахрейн
- Босна и Херцеговина
- Великобритания
- Германия
- Гърция
- Дания
- Израел
- Ирландия
- Италия
- Катар
- Южна Корея
- Литва[4]
- Мианмар
- Норвегия
- Пакистан
- Португалия
- Саудитска Арабия
- САЩ
- Сингапур
- Тайван
- Турция
- Нидерландия
- Чад
- Чили
- Швейцария
- други